# Автобан A4 (Німеччина)
Федеральний автобан 4 (A4, нім. Bundesautobahn 4) — автобан у Німеччині, що є частиною європейського маршруту E40. Складається з двох відрізків: західний довжиною 150 км від кордону з Нідерландами біля Аахена до Кройцталя та східний довжиною 433 км від Кірхгайма до кордону з Польщею біля Герліца.
Відрізки з'єднані частинами автомагістралей  і  загальною довжиною близько 170 км.

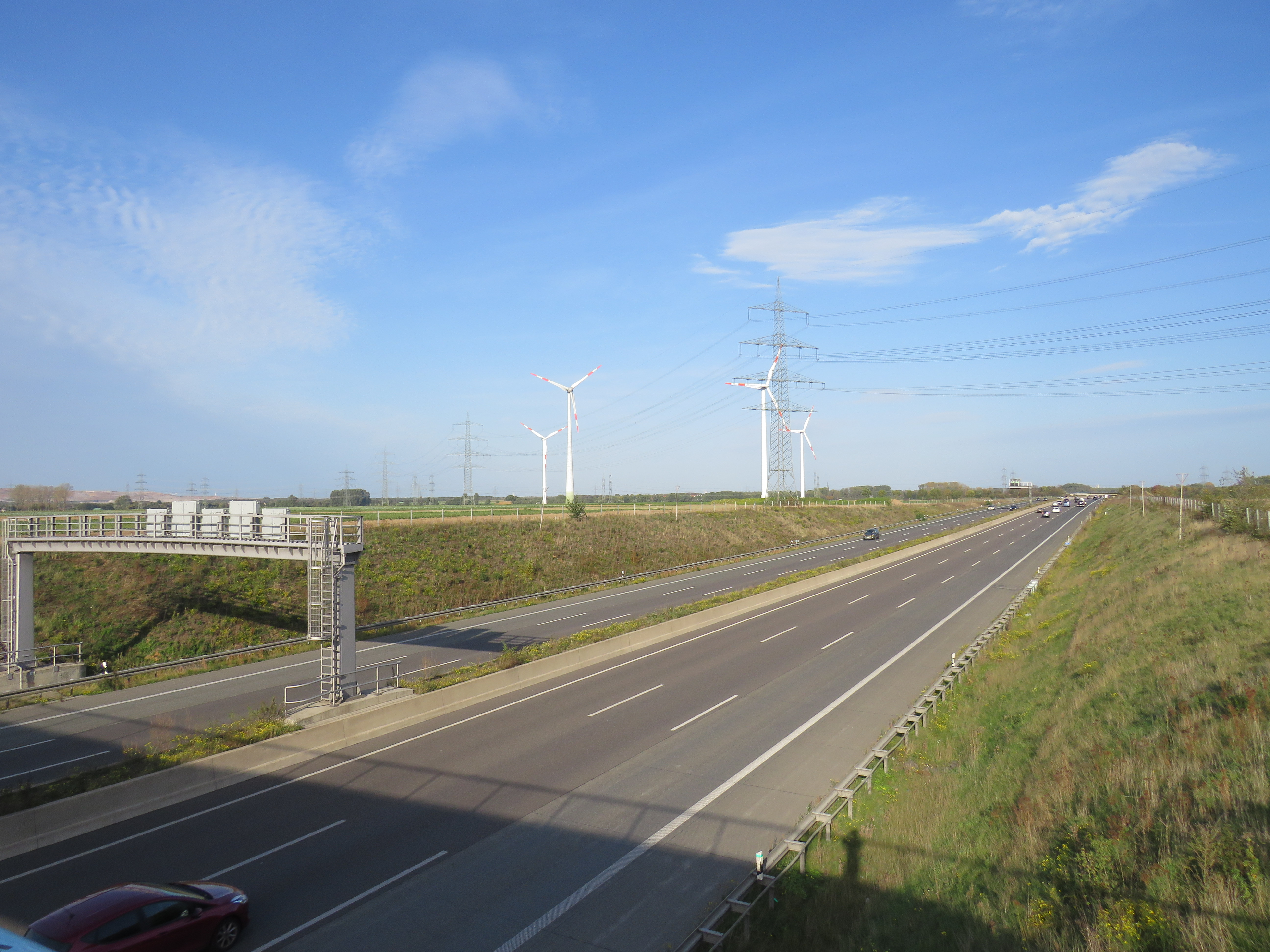
Шестисмугова лінія біля Дюрена.